# 阮佃夫
阮佃夫（げん でんふ、元嘉4年（427年）- 元徽5年4月21日（477年5月19日））は、南朝宋の権臣。本貫は会稽郡諸曁県。

## 経歴
元嘉年間、台小史として身を立てた。湘東王劉彧がはじめて宮中に出仕すると、佃夫はその下で主衣に選抜された。後に孝武帝に召されて内監に任じられた。永光元年（465年）、劉彧に世子の師となるよう請われて、深く信任された。
同年（景和元年）、劉彧が前廃帝に疑われて宮中で拘束され、秘書省に軟禁されると、佃夫は王道隆や李道児ら劉彧の側近たちと廃立を謀議した。佃夫は同じく廃立を計画していた繆方盛・周登之らと連絡し、宮中の動静を淳于文祖に報告させた。11月29日、前廃帝が華林園に幸すると、佃夫は朱幼・寿寂之・姜産之・王敬則・戴明宝らと連絡して、起兵させた。その日の夕方、寿寂之らが前廃帝を襲撃し、殺害した。事が終わると、「湘東王は太后の令を受けて、狂主を除いた」と発表させた。
明帝（劉彧）が即位すると、佃夫は建城県侯に封じられ、南台侍御史に転じた。
泰始2年（466年）、明帝の即位に対抗する反乱が各地で起こった。薛索児が淮水を渡って進軍し、山陽郡太守の程天祚が反乱に呼応すると、佃夫は諸軍とともにこれを討ち、薛索児を破り、程天祚を降した。龍驤将軍・司徒参軍となり、部下を率いて南方の赭圻を救援し、太子歩兵校尉・南魯郡太守に任じられた。後に東宮に入って皇太子劉昱に近侍した。泰始4年（468年）、游撃将軍を兼ね、仮の寧朔将軍となり、孟次陽とともに護衛として宿直をつとめた。
このころ、佃夫は王道隆や楊運長らとともに政権を掌握し、明帝に次ぐ権勢を誇った。泰豫元年（472年）、寧朔将軍・淮南郡太守に任じられた。驍騎将軍に転じ、まもなく淮陵郡太守の任を加えられた。後廃帝（劉昱）が即位すると、中書通事舎人を兼ね、給事中・輔国将軍の位を加えられた。元徽3年（475年）、黄門侍郎に転じ、右衛将軍を兼ねた。元徽4年（476年）、驍騎将軍の号を受けた。同年8月、使持節・督南豫州諸軍事・冠軍将軍・南豫州刺史・歴陽郡太守に任じられた。
このころ申伯宗・朱幼・于天宝らと廃立を謀議し、後廃帝に代えて安成王劉準を立てることを密約した。元徽5年（477年）4月、後廃帝は江乗県に雉射ちにでかける予定であった。それに合わせて佃夫は太后の令と称して城門を閉ざし、人を派遣して帝を捕縛に向かわせ、自らは揚州刺史として輔政にあたることとした。ところが後廃帝は実際には江乗に向かっておらず、于天宝が帝に陰謀を告発すると、佃夫は朱幼・申伯宗らとともに光禄外部で捕らえられ、殺害された。享年は51。

## 伝記資料
- 『宋書』巻94 列伝第54
- 『南史』巻77 列伝第67